# Aérodrome de Soko
L'aéroport de Soko est un aéroport desservant Bondoukou en Côte d'Ivoire.